# Carduus pycnocephalus
Carduus pycnocephalus, comúnmente llamado cardo borriquero o cardo negro —vocablos compartidos con otras especies del género—  es una especie de planta herbácea del género Carduus de la familia Asteraceae. Es nativa de Eurasia, pero ha sido introducida en otros continentes (América, Oceanía...) donde, localmente, se ha extendido hasta convertirse en una maleza invasiva de difícil erradicación.

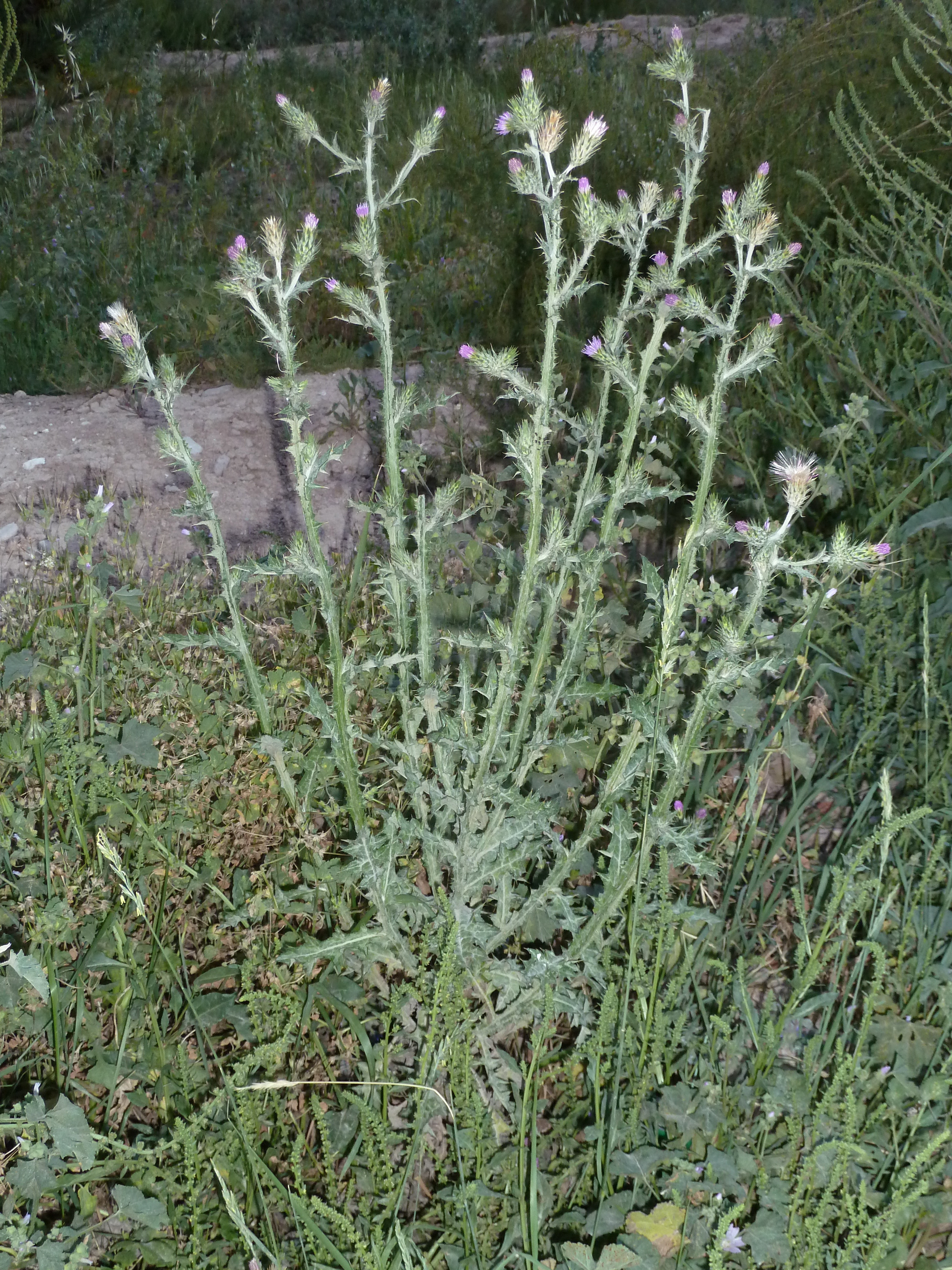
Vista general de un individua muy ramificado y con inflorescencia de capítulos pedunculados

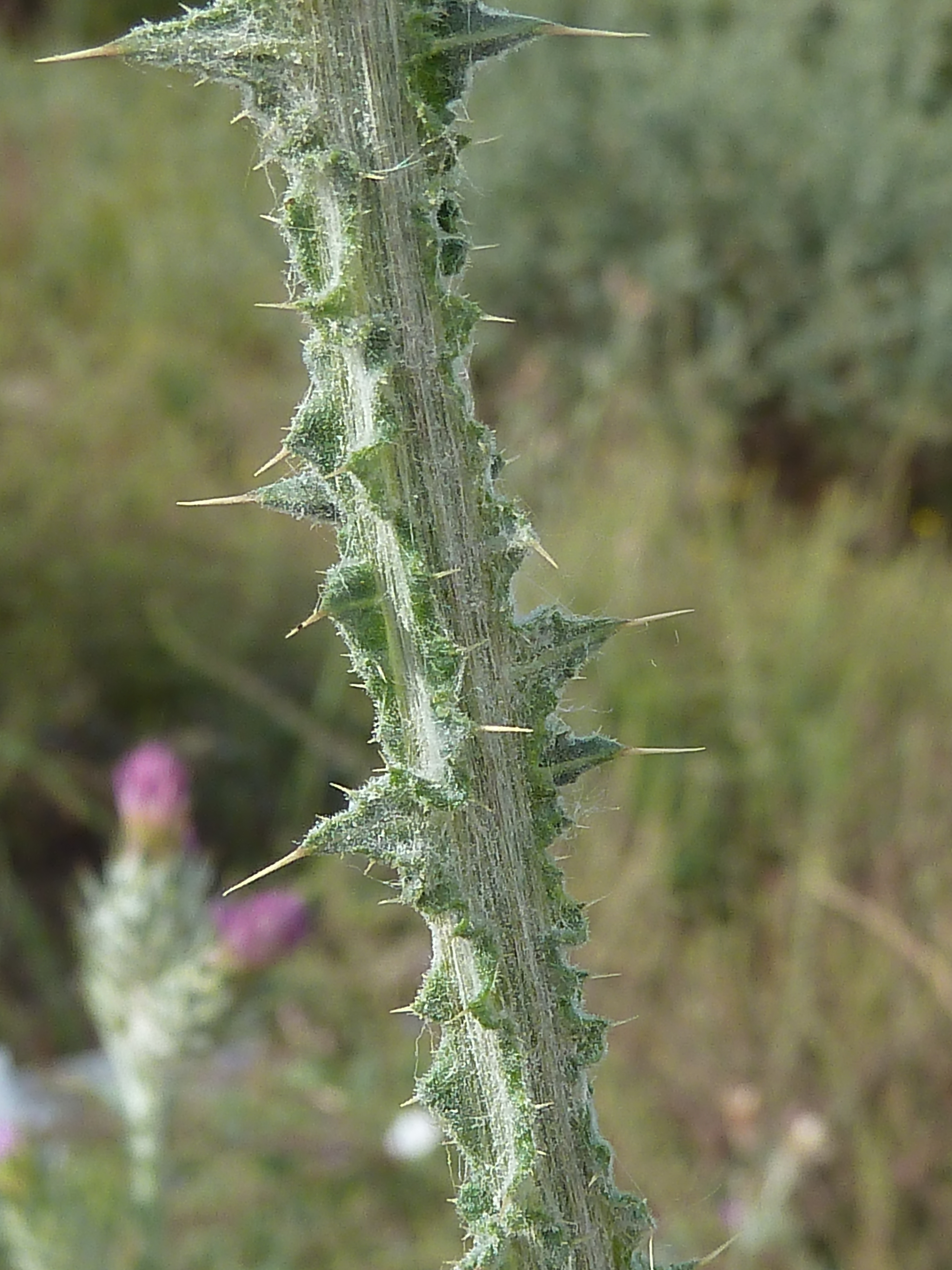
Tallo surcado y alado

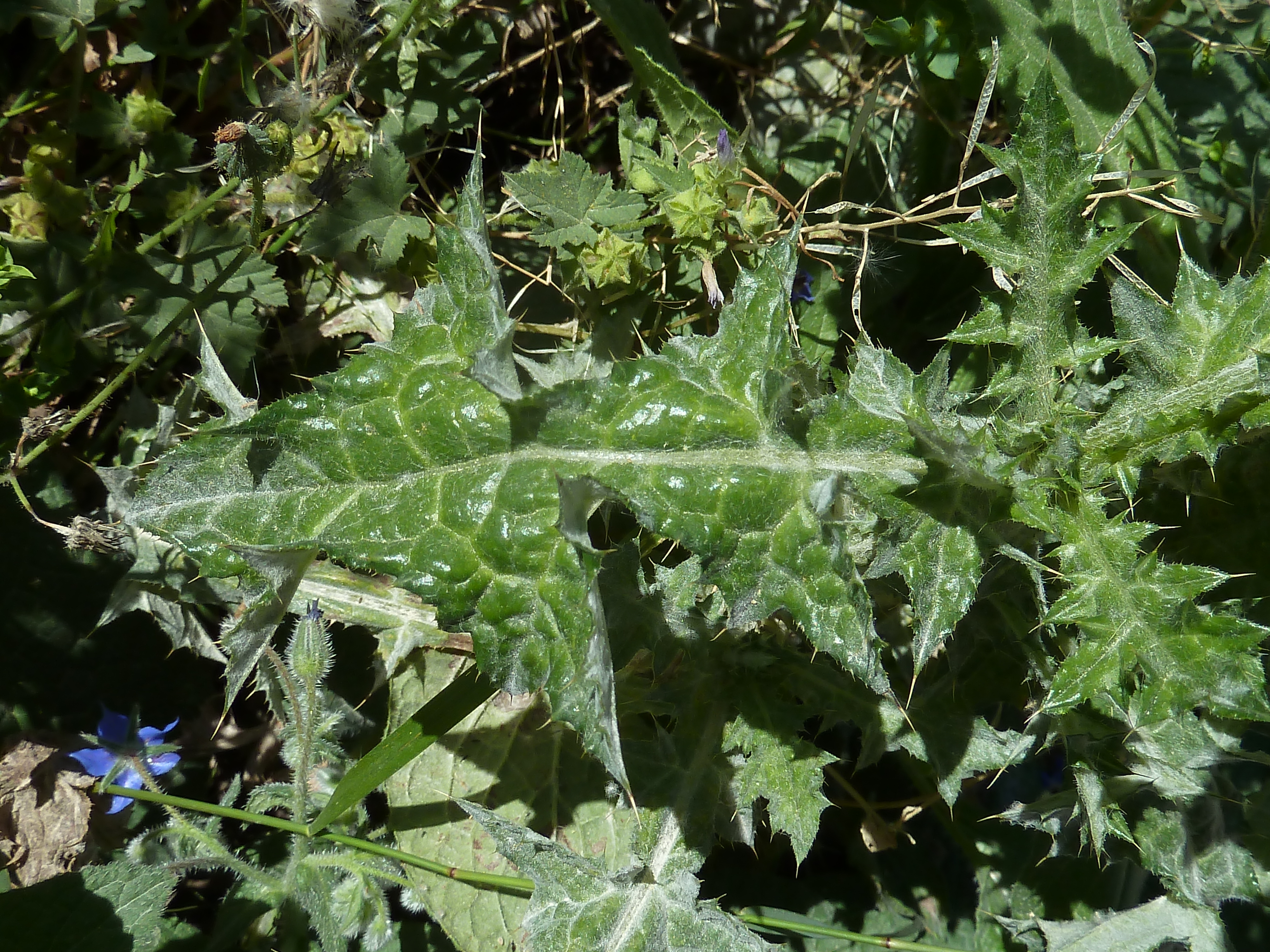
Hoja: haz

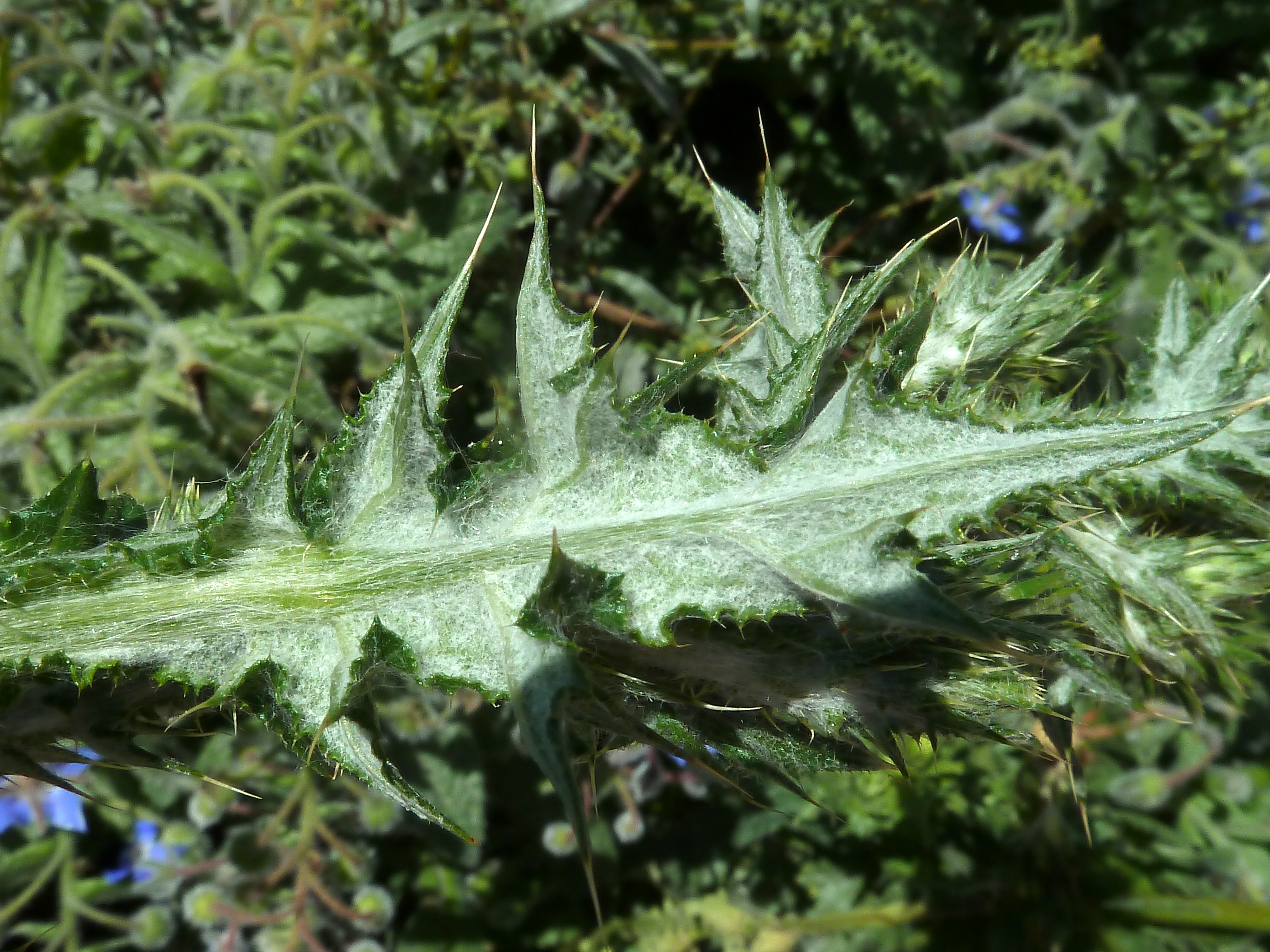
Hoja: envés araneoso-tomentoso

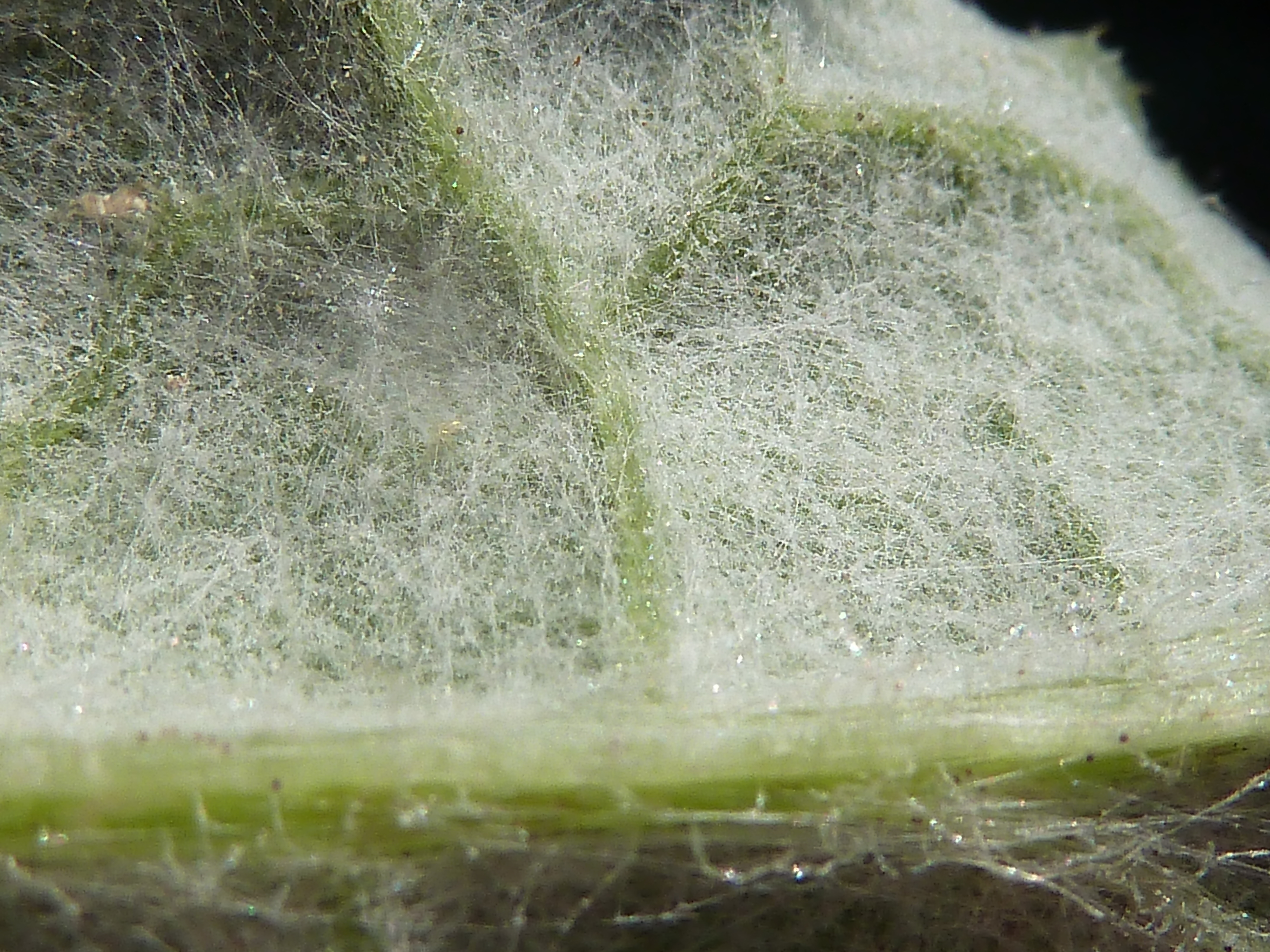
Hoja, envés araneoso-tomentoso: detalle

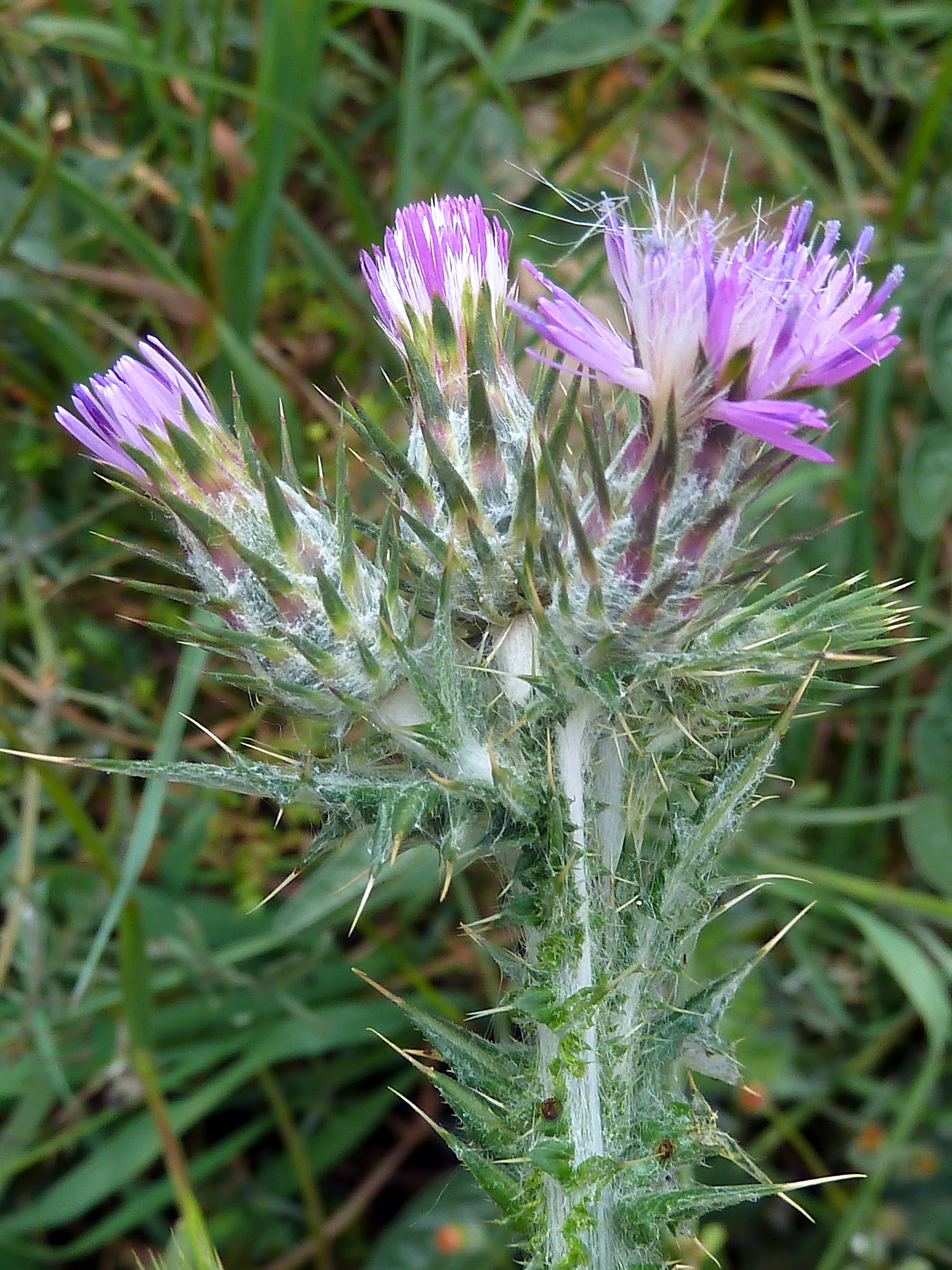
Inflorescencia de capítulo subsésiles

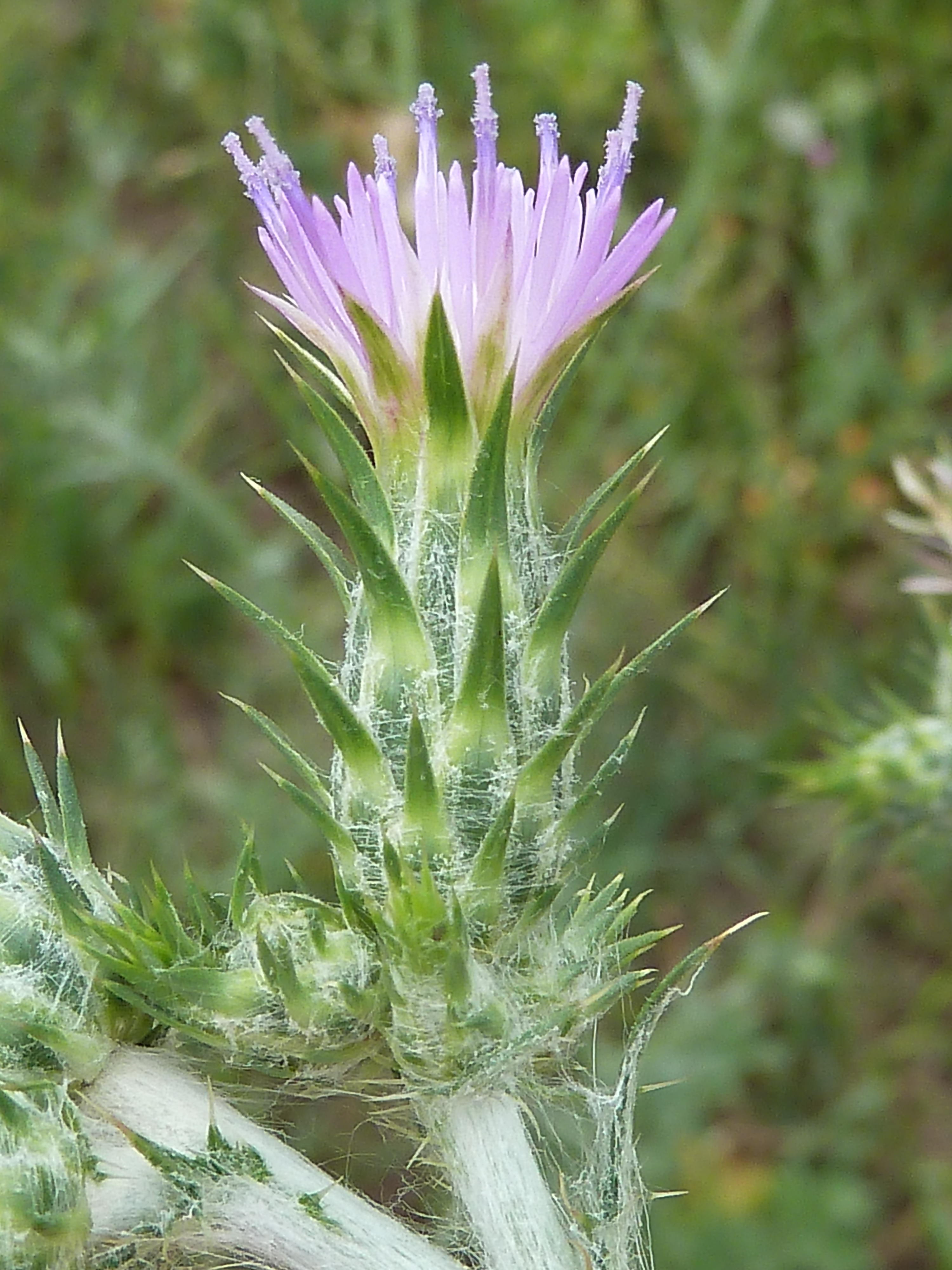
Capítulo subsentado; noténse el corto pedúnculo araneoso-tomentoso

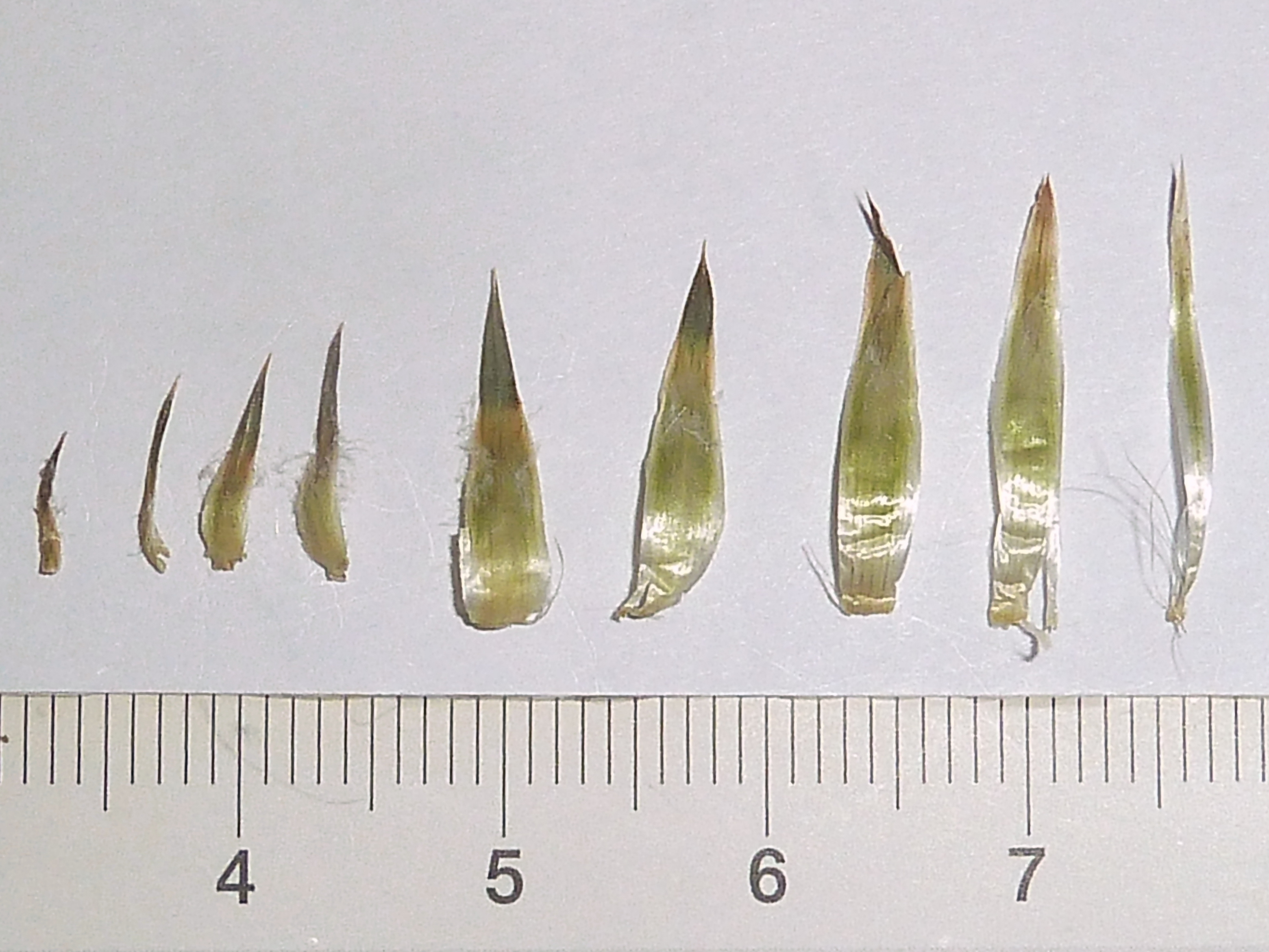
Brácteas involucrales: serie, desde el exterior hacía el interior de izquierda a derecha

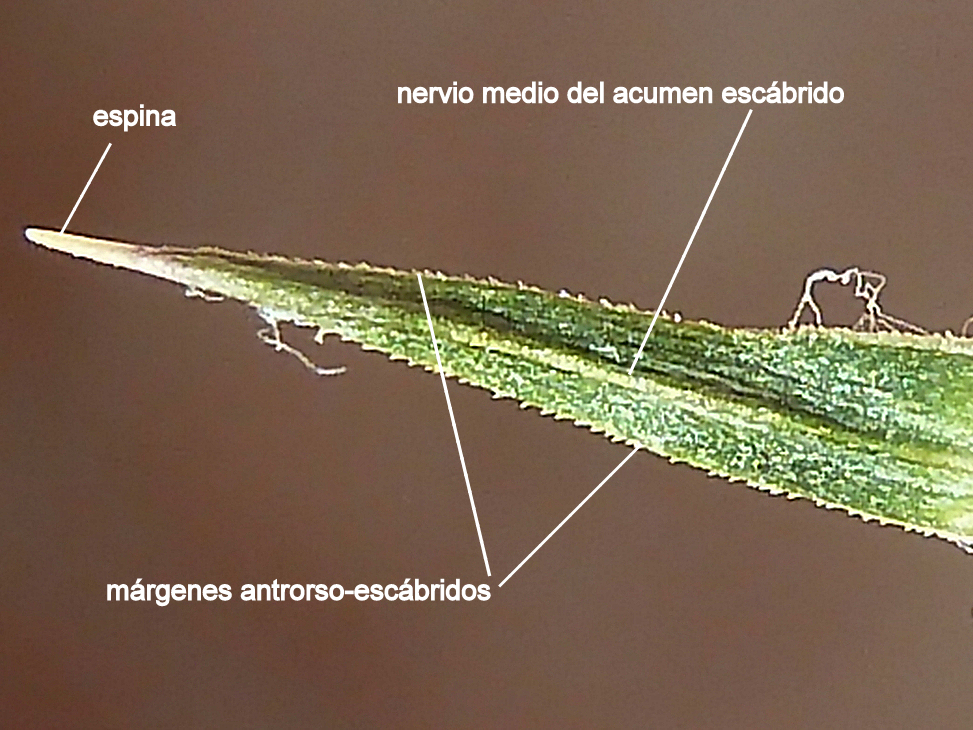
Detalle de una bráctea involucral media

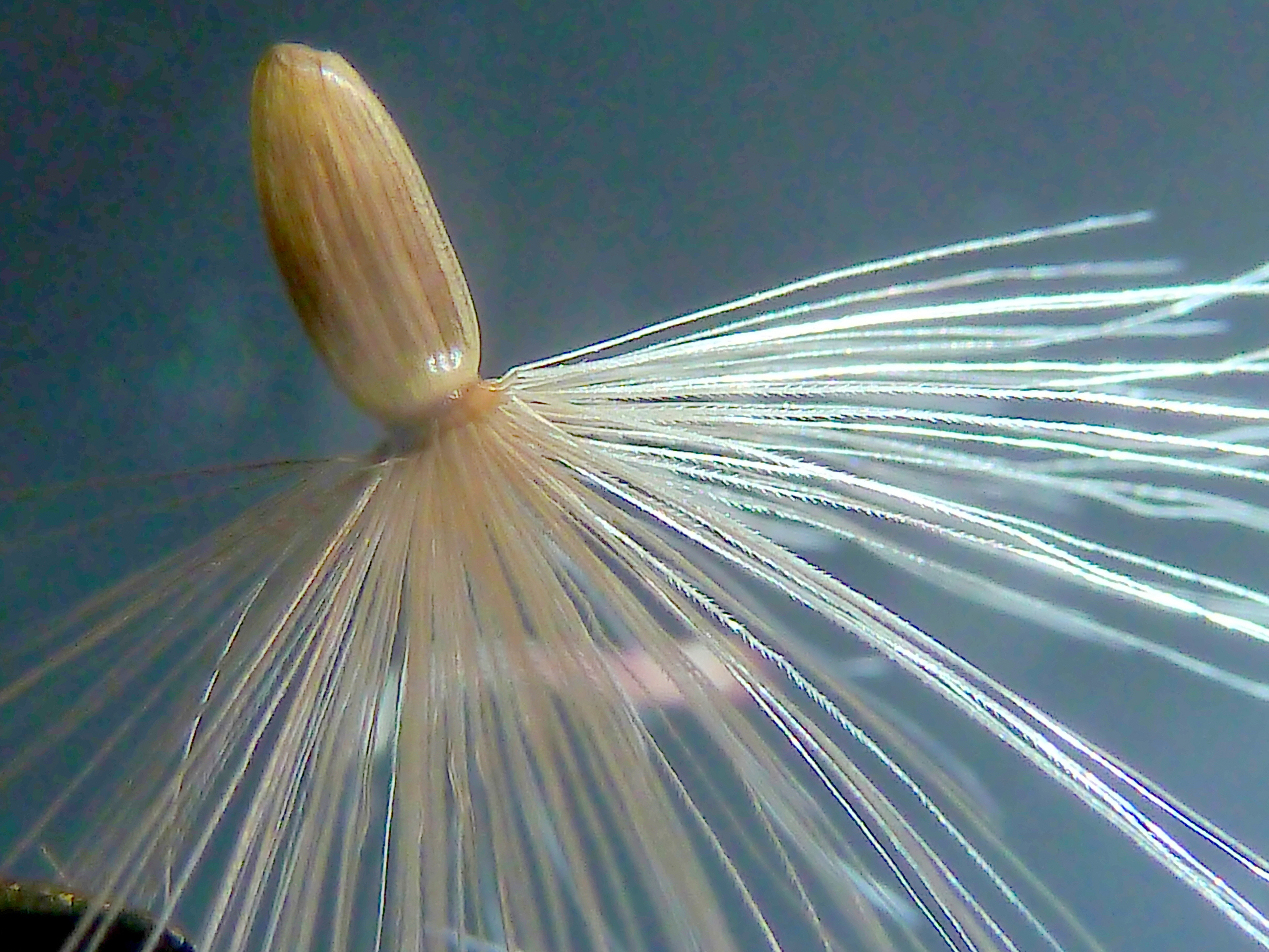
Cipsela suelta completa

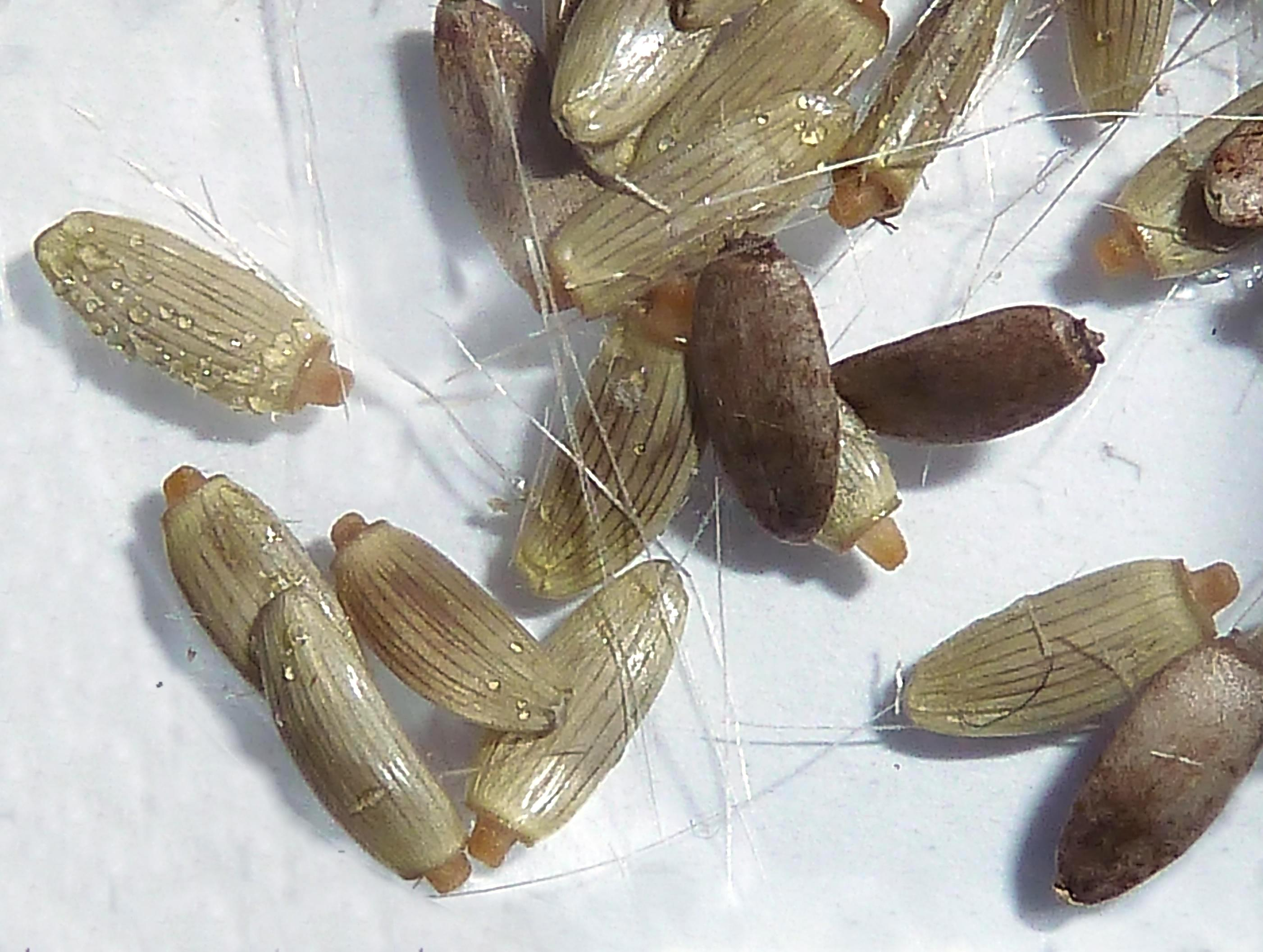
Cipselas sueltas desprovistas de su vilano; noténse las exudaciones pegajosas

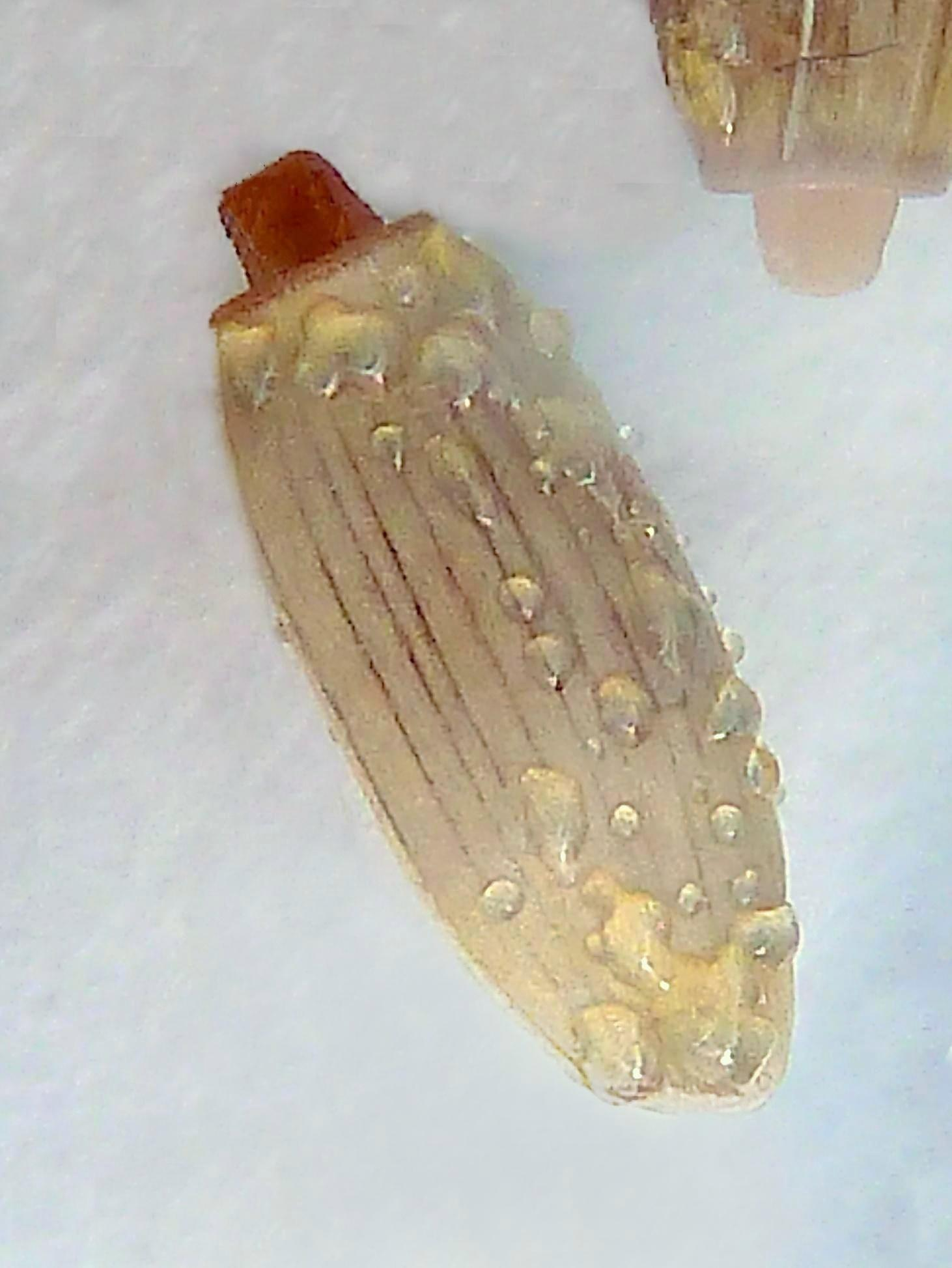
Cipsela suelta desprovista de su vilano; noténse las exudaciones pegajosas: detalle

## Descripción
Es una planta herbácea, anual o bienal, con tallos erectos simples o algo ramificados superiormente que pueden llegar a más 2 m de altura. Dichos tallos, de sección más o menos circular, son acostillados longitudinalmente y alados en su mayor parte, con alas triangulares o palmatilobadas, provistas de espinas amarillentas hasta mediocentrimétricas.
Las hojas, que miden, en la base, hasta 25 por 12 cm, son sentadas y decurrentes, menores hacia el ápice del tallo, verdes, discoloras las de la base, glabrescentes o pelosas en el haz y araneosas en el envés, pinnatífidas a pinnatipartidas con 3-6 pares de lóbulos triangulares con furtyes espinas. Los capítulos, solitarios o en grupos de 2 o 4, son sésiles o con pedúnculo blancos tomentosos más bien cortos, y son tempranamente caedizos en bloque después de la fructificación, cuando están ya en vía de desecación —constituyendo así un propágulo de dispersión anemócora. El involucro, de unos 2 por 0,5-0,8 cm, es más o menos cilíndrico, densamente araneoso, sobrepasado por las flores; sus brácteas se organizan en 4-6 series y son gradualmente mayores hacía el interior: las externas y medias son ovado-acuminadas, hasta unos 4 mm de anchura, con dorso glanduloso y denso tomento araneoso, el acumen erecto o erecto-patente, de un verde oscuro, acabado en una espina apical y con un nervio y los márgenes antrorsoescábridos (características propias de la especie y que permiten distinguirla de otros taxones próximos); las más internas, más estrechas y largas, son linear-lanceoladas, sin espinas, con 1-3 nervios, y acabadas en un ápice escariosa a menudo de color rosa-púrpura y con márgenes escariosos. El receptáculo está cubierto de finos pelos. Los flósculos son todos hermafroditas, con una corola de 1,3-1,6 cm, glabra, con tubo, de 4-8 mm, blanquecino o blanco, mientras el limbo de 5-8 mm, es de color rosado-purpúreo o blanco, con 5 lóbulos linear-lanceolados algo desiguales. Las cipselas, oblongo-obovoides y glabras, inconspicuamente asurcadas longitudinalmente, viscosas (por las exudaciones proveniente de los finos surcos longitudinales) cuando jóvenes, miden unos 4-5 mm por 1,5-2 mm y son truncadas por una placa apical de reborde entero y liso con un nectario central persitente rodeado por un vilano caedizo en bloque de 1-3 filas de cerdas finamente antrorsoescabridas soldadas en un anillo basal.

## Hábitat y distribución

### Hábitat
Es planta nitrófila que crece esencialmente en herbazales viarios y cercanías de vivienda, en altitudes comprendidas entre el nivel del mar y 1300 m. Florece generalmente desde marzo hasta julio.

### Distribución geográfica

#### Distribución nativa
Es una especie eurasiática, concentrándose alrededor del Mediterráneo, y todas sus islas, y extiendéndoso algo hacia el norte (Suiza, Rusia continental) y el este (Afganistán, India y Pakistán). En la península ibérica, está repartida en todo el territorio español —hasta en los descampados y las rendijas de las terrazas de edificios urbanos de Madrid capital— y sus islas mediterráneas, aunque, por la altitud, se rarifica hacia los Pirineos. Su presencia nativa en Portugal es dudosa.

#### Introducción, naturalización e invasión
Se introdujo, accidentalmente parece, en todos los continentes desde Europa hasta Australasia y las Américas, pasando por Macaronesia, Asia templada y tropical y Hawái.

Se convirtió en maleza invasiva en muchas de dichas zonas, en particular en Australia, Nueva Zelanda, Macaronesia, Sudáfrica, península arábiga, Suramérica, Hawái, y Norteamérica, especialmente en California.

#### Control de la plaga invasiva
Hubo numerosos intentos, con más o menos éxito debido esencialmente a los efectos colaterales, de controlar la plaga de esta especie y otras próximas, en particular en California, con procedimientos mecánicos, biológicos y químicos.

## Taxonomía
Carduus pycnocephalus fue descrita por Carlos Linneo y publicado en Species Plantarum, Editio Secunda, vol. 2, p. 1151, 1763 Archivado el 11 de junio de 2016 en Wayback Machine..
Etimología
- Carduus: nombre genérico derivado del latín cardŭus, -i, «cardo» en el más amplio de sus sentidos, o sea no solo el género Carduus pero también unas cuantas plantas espinosas de diversas familias (Asteraceae, Dipsacaceae, Umbelliferae...).[1] Parece que el vocablo no tiene origen indoeuropeo, pero más bien de un latín provincial de África del actual Túnez -entonces Cartago- donde se empleaba la palabra cerda, c(h)erda (atestada en un Pseudo Dioscórides como χέρδαν) para designar el Cardo corredor; dicho vocablo tendría un origen bereber o púnico desde una raíz «qrd» con la idea de «pinchar, picar» y evolucionaría hasta un cardus y carduus al mismo tiempo que se ampliaría su uso a otras plantas espinosas.[9] Plinio el Viejo, en su Naturalis Historia (19, 54, 152, 153), empleo el vocablo cardus para designar las alcachofas y los cardos de comer, refiriéndose en particular a los cultivados en Cartago y Córdoba («...carduos apud Carthaginem Magnam Cordubamque...»),[10] en lugar de cǐnăra, más clásico, reforzando el probable origen provincial aludido.
- pycnocephalus: epíteto derivado de los vocablos griegos πυκνός - puknos, espeso, denso, compacto y κεφαλή - kephalê, cabeza, o sea  "con capítulos compactos"/"con capítulos en grupos densos", pues la especie ostenta inflorescencias en grupos más o menos compactos, pero de no muchos capítulos, en el ápice de sus tallos.

Sinonimia
- Onopyxus pycnocephalus (L.) Bubani, 1899
- Carduus tenuiflorus var. pycnocephalus (L.) DC., 1838[11][12]

## Citología
Número de cromosomas: 2n=64

## Nombre vernáculos
- Castellano: cardo (4), cardo borriquero (2), cardo negro. La cifras entre paréntesis indican la frecuencia del uso del vocablo en España.[2]